# Liste der Kulturdenkmale in Kosel
In der Liste der Kulturdenkmale in Kosel sind alle Kulturdenkmale der schleswig-holsteinischen Gemeinde Kosel (Kreis Rendsburg-Eckernförde) und ihrer Ortsteile aufgelistet (Stand: 14. April 2025).
Die Bodendenkmale sind in der Liste der Bodendenkmale in Kosel aufgeführt.

## Legende
In den Spalten befinden sich folgende Informationen:
- Objekt-ID: die Nummer des Kulturdenkmales
- Lage: die Adresse des Kulturdenkmales und die geographischen Koordinaten. Kartenansicht, um Koordinaten zu setzen. In der Kartenansicht sind Kulturdenkmale ohne Koordinaten mit einem roten Marker dargestellt und können in der Karte gesetzt werden. Kulturdenkmale ohne Bild sind mit einem blauen Marker gekennzeichnet, Kulturdenkmale mit Bild mit einem grünen Marker.
- Offizielle Bezeichnung: Bezeichnung des Kulturdenkmales
- Beschreibung: die Beschreibung des Kulturdenkmales
- Bild: ein Bild des Kulturdenkmales

## Sachgesamtheiten
| Objekt-ID      | Lage                                       | Offizielle Bezeichnung                | Beschreibung | Bild                             |
| -------------- | ------------------------------------------ | ------------------------------------- | --- | -------------------------------- |
| 40890 Wikidata | An der Kirche (54° 30′ 20″ N, 9° 45′ 7″ O) | Kirche St. Laurentius mit Ausstattung | Aktualisierung vorgesehen - Begründung: geschichtlich, künstlerisch, städtebaulich, Kulturlandschaft prägend - Schutzumfang: Kirche St. Laurentius mit Ausstattung, Kirchhof, Grabmale bis 1870, Feldsteinwall, Kirchhofspforte, Lindenallee | weitere Fotos \| Fotos hochladen |

## Bauliche Anlagen
| Objekt-ID      | Lage                                       | Offizielle Bezeichnung                | Beschreibung | Bild                             |
| -------------- | ------------------------------------------ | ------------------------------------- | --- | -------------------------------- |
| 4087 Wikidata  | An der Kirche (54° 30′ 20″ N, 9° 45′ 5″ O) | Kirche St. Laurentius mit Ausstattung | Alteintragung (Aktualisierung vorgesehen) - Begründung: geschichtlich, künstlerisch, städtebaulich - Schutzumfang: gesamtes Objekt - Denkmaltyp: Bauliche Anlage, Sachgesamtheit: Kirche St. Laurentius                                                                                                  | weitere Fotos \| Fotos hochladen |
| 50815          | Dorfstraße 4 (54° 32′ 1″ N, 9° 46′ 10″ O)  | Wohnhaus                              | Fachwerkkate; wohl 1. H. 19. Jh.; Wandständerbau, reetgedecktes Walmdach, Straßenfront 1873 in spätklassizistischer Formensprache massiv ersetzt; Nebengebäude - Begründung: geschichtlich, städtebaulich, Kulturlandschaft prägend - Schutzumfang: Wohnhaus, Nebengebäude - Denkmaltyp: Bauliche Anlage | BW                               |
| 27588 Wikidata | Zur Fähre 5 (54° 31′ 17″ N, 9° 43′ 14″ O)  | Sog. Kätnerkate                       | Alteintragung (Aktualisierung vorgesehen) - Begründung: geschichtlich, Kulturlandschaft prägend - Schutzumfang: gesamtes Objekt - Denkmaltyp: Bauliche Anlage | Fotos hochladen                  |

## Gründenkmale
| Objekt-ID      | Lage                                       | Offizielle Bezeichnung | Beschreibung | Bild            |
| -------------- | ------------------------------------------ | ---------------------- | --- | --------------- |
| 22946 Wikidata | An der Kirche (54° 30′ 20″ N, 9° 45′ 7″ O) | Kirchhof               | Alteintragung (Aktualisierung vorgesehen) - Begründung: geschichtlich, Kulturlandschaft prägend - Schutzumfang: Kirchhof, Grabmale bis 1870, Feldsteinwall, Kirchhofspforte, Lindenallee - Denkmaltyp: Gründenkmal, Sachgesamtheit: Kirche St. Laurentius | Fotos hochladen |

## Quelle
- Liste der Kulturdenkmale in Schleswig-Holstein – Kreis Rendsburg-Eckernförde

- Karte mit allen Koordinaten:
- OSM |
- WikiMap